# U-Bahn-Linie R (New York City)
| U-Bahn der Linie R in Queens (2019) |                      |                                              |                                              |
| Geographischer Plan New Yorks mit Verlauf der Linie R. |                      |                                              |                                              |
| Spurweite: | 1435 mm (Normalspur) |                                              |                                              |
| |                      |                                              |                                              |
| ) \| \| \| Forest Hills-71 Avenue \| \| \| \| \| \| \| \| \| \| Jackson Heights-Roosevelt Avenue \| \| \| \| \| (Übergang zu 74th Street–Broadway) \| \| \| \| \| \| \| \| \| \| Queens Plaza \| \| \| \| \| 60th Street Tunnel \| East River \| \| \| \| 96th Street (einzelne Fahrten) \| \| \| \| \| Lexington Avenue/59 Street \| \| \| \| \| (Umsteigen über die Straße zur 63rd Street ) \| \| \| \| \| 57 Street-7 Avenue \| \| \| \| \| 49 Street \| \| \| \| \| Times Square-42 Street \| \| \| \| \| (Übergang zu , \| \| \| \| \| zu 42nd Street–Port Authority Bus Terminal \| \| \| \| \| und zu 42nd Street–Bryant Park ) \| \| \| \| \| 34 Street-Herald Square PATH \| \| \| \| \| (Fußweg zu Penn Station) \| \| \| \| \| 28 Street \| \| \| \| \| 23 Street \| \| \| \| \| 14 Street-Union Square \| \| \| \| \| 8 Street-New York University \| \| \| \| \| Prince Street \| \| \| \| \| Canal Street \| \| \| \| \| City Hall \| \| \| \| \| Cortlandt Street PATH \| \| \| \| \| Rector Street \| \| \| \| \| Whitehall Street-South Ferry \| \| \| \| \| (Endstation nachts) \| \| \| \| \| Montague Street Tunnel \| East River \| \| \| \| Court Street \| \| \| \| \| (Übergang zu Borough Hall ) \| \| \| \| \| Jay Street-MetroTech \| \| \| \| \| DeKalb Avenue \| \| \| \| \| Atlantic Avenue–Barclays Center \| \| \| \| \| Atlantic Terminal LIRR) \| \| \| \| \| 4 Avenue/9 Street (Übergang zu 9 Street ) \| \| \| \| \| \| \| \| \| \| 36 Street \| \| \| \| \| \| \| \| \| \| 59 Street \| \| \| \| \| \| \| \| \| \| Bay Ridge–95 Street \| \| |                      |                                              |                                              |
| Erklärung |                      |                                              |                                              |
| Es wird nur eine Auswahl von Stationen, besonders Knotenpunkte und Endpunkte, dargestellt. |                      |                                              |                                              |
| |                      | Forest Hills-71 Avenue                       |                                              |
| |                      |                                              |                                              |
| |                      | Jackson Heights-Roosevelt Avenue             |                                              |
| |                      | (Übergang zu 74th Street–Broadway)           |                                              |
| |                      |                                              |                                              |
| |                      | Queens Plaza                                 |                                              |
| |                      | 60th Street Tunnel                           | East River                                   |
| U-Bahn-Strecke (im Tunnel) |                      | 96th Street (einzelne Fahrten)               | 96th Street (einzelne Fahrten)               |
| U-Bahn-Strecke (im Tunnel) · U-Bahn-Bahnhof (im Tunnel) |                      | Lexington Avenue/59 Street                   | Lexington Avenue/59 Street                   |
| U-Bahn-Strecke nach links (im Tunnel) · U-Bahn-Abzweig geradeaus und von rechts (im Tunnel) |                      | (Umsteigen über die Straße zur 63rd Street ) | (Umsteigen über die Straße zur 63rd Street ) |
| U-Bahn-Bahnhof (im Tunnel) |                      | 57 Street-7 Avenue                           | 57 Street-7 Avenue                           |
| |                      | 49 Street                                    |                                              |
| |                      | Times Square-42 Street                       |                                              |
| U-Bahn-Strecke (im Tunnel) |                      | (Übergang zu ,                               | (Übergang zu ,                               |
| U-Bahn-Strecke (im Tunnel) |                      | zu 42nd Street–Port Authority Bus Terminal   | zu 42nd Street–Port Authority Bus Terminal   |
| U-Bahn-Strecke (im Tunnel) |                      | und zu 42nd Street–Bryant Park )             | und zu 42nd Street–Bryant Park )             |
| |                      | 34 Street-Herald Square PATH                 |                                              |
| U-Bahn-Strecke (im Tunnel) |                      | (Fußweg zu Penn Station)                     | (Fußweg zu Penn Station)                     |
| U-Bahn-Haltepunkt / Haltestelle (im Tunnel) |                      | 28 Street                                    | 28 Street                                    |
| U-Bahn-Haltepunkt / Haltestelle (im Tunnel) |                      | 23 Street                                    | 23 Street                                    |
| |                      | 14 Street-Union Square                       |                                              |
| U-Bahn-Haltepunkt / Haltestelle (im Tunnel) |                      | 8 Street-New York University                 | 8 Street-New York University                 |
| U-Bahn-Haltepunkt / Haltestelle (im Tunnel) |                      | Prince Street                                | Prince Street                                |
| |                      | Canal Street                                 |                                              |
| U-Bahn-Bahnhof (im Tunnel) |                      | City Hall                                    | City Hall                                    |
| |                      | Cortlandt Street PATH                        |                                              |
| U-Bahn-Bahnhof (im Tunnel) |                      | Rector Street                                | Rector Street                                |
| U-Bahn-Bahnhof (im Tunnel) |                      | Whitehall Street-South Ferry                 | Whitehall Street-South Ferry                 |
| U-Bahn-Strecke (im Tunnel) |                      | (Endstation nachts)                          | (Endstation nachts)                          |
| |                      | Montague Street Tunnel                       | East River                                   |
| U-Bahn-Bahnhof (im Tunnel) |                      | Court Street                                 | Court Street                                 |
| U-Bahn-Strecke (im Tunnel) |                      | (Übergang zu Borough Hall )                  | (Übergang zu Borough Hall )                  |
| |                      | Jay Street-MetroTech                         |                                              |
| |                      | DeKalb Avenue                                |                                              |
| |                      | Atlantic Avenue–Barclays Center              |                                              |
| |                      | Atlantic Terminal LIRR)                      |                                              |
| U-Bahn-Haltepunkt / Haltestelle (im Tunnel) |                      | 4 Avenue/9 Street (Übergang zu 9 Street )    | 4 Avenue/9 Street (Übergang zu 9 Street )    |
| |                      |                                              |                                              |
| U-Bahn-Bahnhof (im Tunnel) |                      | 36 Street                                    | 36 Street                                    |
| |                      |                                              |                                              |
| U-Bahn-Bahnhof (im Tunnel) |                      | 59 Street                                    | 59 Street                                    |
| |                      |                                              |                                              |
| |                      | Bay Ridge–95 Street                          |                                              |

Die Linie R „Broadway Local“ ist eine U-Bahn-Linie der New York City Subway, die in New York durch die Stadtbezirke Brooklyn, Manhattan und Queens fährt. Ihre Stammstrecke ist die BMT Broadway Line, eine der sechs Stammstrecken der Division B. Sie hat die Kennfarbe Gelb. Sie verkehrt außerdem auf der BMT Fourth Avenue Line und der IND Queens Boulevard Line.
Die Linie R fährt jeden Tag rund um die Uhr und hält als Local Train an allen Stationen ihres Linienwegs. Sie bedient als einzige Linie die gesamte BMT Fourth Avenue Line in Brooklyn. Nachts fährt sie nur dort und durch den Montague-Street-Tunnel unter dem East River bis zum U-Bahnhof Whitehall Street–South Ferry an der Südspitze von Lower Manhattan. Zu allen anderen Zeiten fährt sie weiter nach Midtown Manhattan, quert den East River im 60th-Street-Tunnel ein zweites Mal und befährt in Queens die IND Queens Boulevard Line bis zum U-Bahnhof Forest Hills–71st Avenue.
Die Linie R hat ihren Ursprung auf der Fourth Avenue Line in Brooklyn, deren Planung in den 1900er Jahren als Hauptbestandteil einer neuen Innenstadtstrecke des im Jahr 1898 nach New York City eingemeindeten Stadtbezirks Brooklyn begann. Ein erster Abschnitt dieser Strecke ging 1915 in Betrieb. Eine südliche Verlängerung bis 86th Street wurde 1916 eröffnet und mit ihr die Linie „4th Avenue Local“ eingeführt, die seit 1961 als Linie RR und seit 1985 als Linie R bezeichnet wird. Im Jahr 1925 wurden die Strecke und die Linie „4th Avenue Local“ um eine Station nach Süden zum heutigen Endbahnhof Bay Ridge–95 Street verlängert.
Jenseits der stets bedienten BMT Fourth Avenue Line nutzte die Linie in den über 100 Jahren ihres Bestehens verschiedene Linienwege in Manhattan bzw. Queens. Je nach Fahrplanperiode wurden zu verschiedenen Tages- und Nachtzeiten die Manhattan Bridge, der Montague-Street-Tunnel oder beide Streckenführungen bedient, um die Stammstrecke BMT Broadway Line in Manhattan zu erreichen. Vor allem für den intensiven Berufsverkehr zu den Geschäfts- und Verwaltungszentren Financial District und Civic Center wurden im Laufe vieler Jahrzehnte zusätzliche Verbindungen angeboten, die die BMT Nassau Street Line ganz oder teilweise befuhren.

## Verlauf
In Brooklyn beginnt die Linie R in Bay Ridge am Fort Hamilton in der Endstation Bay Ridge–95th Street der BMT Fourth Avenue Line, der geografisch westlichsten Station des Netzes der New Yorker U-Bahn. Auf dem Weg nach Norden ist 59th Street in Sunset Park der erste gemeinsame Halt mit anderen Linien: Der Linie N sowie im Berufsverkehr der Linie W.
In Manhattan wird die Stammstrecke BMT Broadway Line auf ganzer Länge befahren. Sie stellt Verbindungen von Lower Manhattan nach Midtown Manhattan und darüber hinaus her.
In Queens fährt die Linie R durch die 1955 eröffnete Verbindungsspange 60th Street Tunnel Connection in Long Island City und erreicht so die Local-Gleise der IND Queens Boulevard Line, auf denen sie bis Forest Hills–71st Avenue im Stadtteil Forest Hills fährt.

## Geschichte

### Als Linie der BRT
In der zweiten Hälfte der 1900er Jahre bewilligte das New York City Board of Estimate den Bau des neuen innerstädtischen U-Bahn-Abschnitts in Brooklyn mit dem Knotenbahnhof DeKalb Avenue und der Fourth Avenue Line. Die Pläne umfassten auch die Verbindung zur am Jahresende 1909 eröffneten städtischen Manhattan Bridge sowie die Anschlussstrecke in Lower Manhattan. Diese Abschnitte wurden 1908 in den Triborough-Plan überführt und, nach dessen Scheitern, als Teil des Vertrags Nummer 4 der Doppelverträge von 1913 an die Brooklyn Rapid Transit Company (BRT) verpachtet.
DeKalb Avenue in Downtown Brooklyn ist seitdem der Mittelpunkt des U-Bahn-Netzes der BRT und dabei ein betrieblicher Engpass. Er wurde am 22. Juni 1915 an die Manhattan Bridge angeschlossen.
Die Strecke endete anfangs im großen U-Bahnhof Chambers Street unter dem Municipal Building (Stadthaus) gegenüber dem Rathaus im Stadtviertel Civic Center von Manhattan. Diese Gleisverbindung zu den südlichen (westlichen) Brückengleisen existierte von Juni 1915 bis zu den Umbauten für die Chrystie Street Connection 1967, war aber nach 1960 praktisch bedeutungslos. Mit der Erweiterung der Strecke südlich über den U-Bahnhof Chambers Street hinaus zum Montague-Street-Tunnel entstand eine durchgängig befahrbare Strecke, die seit 1931 als BMT Nassau Street Line bezeichnet wird.
Die Eröffnung der BMT Broadway Line als viergleisiger Stammstrecke zentral der Länge nach durch Manhattan war ein Meilenstein für die BRT, weil so direkte, durchgängige Fahrmöglichkeiten durch Lower Manhattan und bis Midtown Manhattan entstanden. Die Schnellbahngesellschaft aus Brooklyn trat in den Wettbewerb mit den etablierten Strecken der Interborough Rapid Transit Company (IRT). Die Broadway Line erreichte 1919 den Südrand des Central Park und wurde in östlicher Richtung nach Queens weitergeführt. Züge fuhren ab 1920 unter dem East River durch den BMT 60th Street Tunnel und endeten bis 1949 im großen Hochbahnhof Queensboro Plaza, wo Umsteigemöglichkeiten zu den schmalprofiligen Hoch- und U-Bahn-Linien der IRT bestanden.

### Mitte des 20. Jahrhunderts

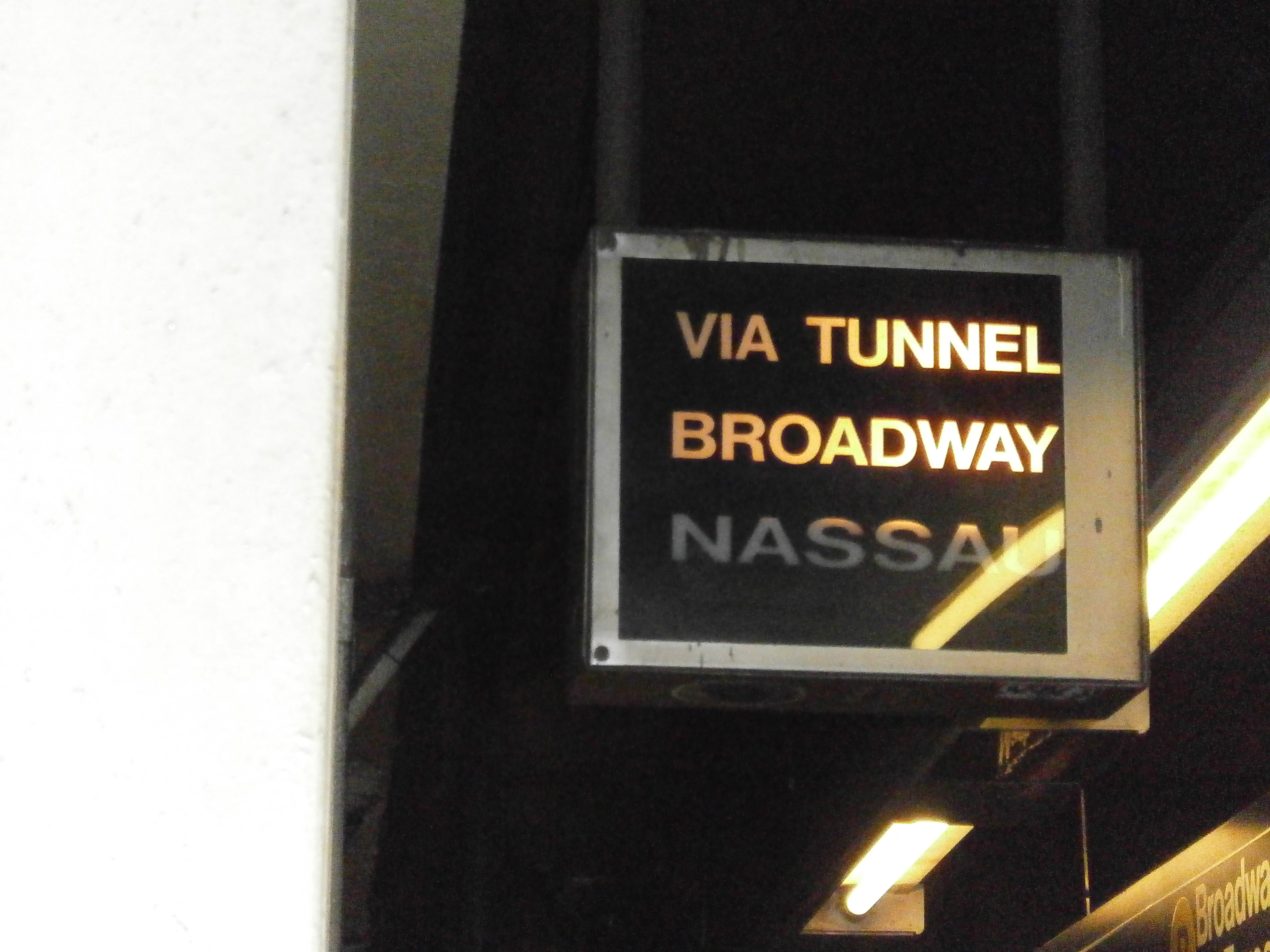
Zugzielanzeiger in DeKalb Avenue: Linie R fährt via Montague-Street-Tunnel auf die BMT Broadway Line, früher alternativ auf die BMT Nassau Street Line

Die Geschäftstätigkeit der zum Jahresende 1917 zahlungsunfähig gewordenen BRT wurde ab 1923 durch die Brooklyn–Manhattan Transit Corporation (BMT) fortgeführt. Die BMT wurde im Jahr 1940 von der Stadt New York gekauft und als BMT-Division, einer von drei U-Bahn-Abteilungen des städtischen Board of Transportation, fortgeführt. Die drei U-Bahn-Abteilungen wiederum wurden im Jahr 1953 an die neu gegründete New York City Transit Authority verpachtet. Die New York City Transit Authority ist seit 1968 eine Tochter der staatlichen Verkehrsgesellschaft Metropolitan Transportation Authority.
Ab 1949 fuhr die Linie durch den BMT 60th Street Tunnel über Queensboro Plaza hinaus auf die einstmalige IRT Astoria Line nach Astoria, die durch Anpassung an die breiteren U-Bahn-Wagen in die BMT Astoria Line umgebaut worden war.
Gleisumbauten zur Verbesserung des Knotenbahnhofs DeKalb Avenue in Brooklyn brachten 1956 die dauerhafte Schließung und den teilweisen Abriss des U-Bahnhofs Myrtle Avenue am Streckenabschnitt zwischen DeKalb Avenue und der Brooklyn Bridge mit sich.

### Linienbezeichnungen und Chrystie Street Connection
Ab dem Jahr 1961 kennzeichnete die New York City Transit Authority die Linien der BMT-Division mit Buchstaben. Dafür adaptierte sie das Linienschema der IND-Division, das die Buchstaben A bis H verwendete. Den Linien der BMT-Division wurden Buchstaben beginnend bei „J“ zugewiesen. Liniensignale, die aus einem Buchstaben bestanden, kennzeichneten Express-Linien, und solche, die aus zwei Buchstaben bestanden, Local-Linien. Die Local-Linie auf der BMT Fourth Avenue Line bekam das Liniensignal RR. Mit Jahresbeginn 1961 wurde die Linie RR an Werktagen nach 71st–Continental Avenues an der IND Queens Boulevard Line verlängert.
Im zeitlichen Zusammenhang mit der Eröffnung der Chrystie Street Connection in den Jahren 1967 und 1968 erhielt die Linie RR ein rundes Signet in der Kennfarbe Grün. Zugleich wurde eine Linie RJ mit einem runden Signet in der Kennfarbe Rot eingeführt. Sie war eine Verbindung im Berufsverkehr, die auf der BMT Nassau Street Line in Lower Manhattan und über die Williamsburg Bridge fahrend die Strecken der Linien JJ und RR bediente. Dies war ein nur in den Jahren 1967 bis 1968 angebotener Ersatz für die vorherigen „Nassau Loop“-Schleifenfahrten durch den Tunnel und über die Manhattan Bridge, zu der keine Gleisverbindung mehr existierte.
Im Berufsverkehr gab es danach zeitweise eine Linie RR bzw. Linie R für Fahrten im Berufsverkehr, die auf der BMT Nassau Street Line statt auf der BMT Broadway Line fuhren. Die Praxis, dabei Rautensignets für jedwede im Berufsverkehr von der Stammlinie abweichende Linienführung zu verwenden, begann 1979 und wurde ab Mitte der 1980er Jahre wieder aufgegeben. Zugleich wurde seit 1979 die Linienkennfarbe nicht mehr für jede Linie einzeln, sondern anhand der Stammstrecke gruppiert zugewiesen: Die Linien RR bzw. R bekamen so der BMT Broadway Line entsprechend die Kennfarbe Gelb, und die abweichenden Fahrten auf die BMT Nassau Street Line deren Kennfarbe Braun.

Signets der mit der Linie R verwandten Linien
Linie RR, grün 1967 bis 1979
Linie RJ, rot 1967 bis 1968
Linie RR, gelb 1979 bis 1985
Linie RR, gelbe Raute 1979 bis 1985
Linie R, gelb seit 1985
Linie R, braune Raute 1985 bis 1987

Die Linie RR wurde am 5. Mai 1985 in Linie R umbenannt, als die letzten zweibuchstabigen Linienbezeichnungen zu einbuchstabigen vereinheitlicht wurden.

### Wechselnde Linienenden in Queens
Das nördliche Ende der Linie wurde nach 1949 mehrmals zwischen der BMT Astoria Line und der IND Queens Boulevard Line getauscht. Ab 1961 fuhr sie tagsüber nach 71st-Continental Avenues und endete zu den übrigen Zeiten in Manhattan im U-Bahnhof 57th Street–7th Avenue unweit des Central Park. Ab der Eröffnung der Chrystie Street Connection 1967 fuhr die Linie RR nach Astoria. Im Mai 1987 tauschte die Linie R Teile ihres Linienwegs mit der Linie N und fährt seitdem nach Forest Hills-71st Avenue.
Für Fahrgäste der IND Queens Boulevard Line bietet einzig die Linie R eine günstige Umsteigemöglichkeit zu den Expresszügen (Linien 4 und 5) auf der IRT Lexington Avenue Line, der im U-Bahnhof Lexington Avenue/59th Street auf der Ostseite Manhattans möglich ist.

### Ab dem Jahr 2001
Nach dem Einsturz des World Trade Centers am 11. September 2001 waren der U-Bahnhof Cortlandt Street und der Zweig der BMT Broadway Line durch den Financial District gesperrt. Der Montague-Street-Tunnel unter dem East River hingegen blieb von der BMT Nassau Street Line aus nutzbar. Die Linie R wurde zunächst verkürzt, entfiel dann vorübergehend und wurde in Brooklyn von der Linie J über die BMT Nassau Street Line kommend ersetzt. Am 28. Oktober 2001 war der Streckenabschnitt wieder befahrbar, nur der gesperrte Bahnhof wurde bis September 2002 ohne Halt passiert. In den Folgejahren wurde der Bahnhof Cortlandt Street saniert und im Rahmen der mehrjährigen Bauarbeiten an der World Trade Center Site und der Dey Street Passage wegen zeitweise nicht benutzbarer Zugänge ganz oder halbseitig geschlossen bzw. geöffnet.
Nach der Überflutung vieler U-Bahn-Tunnel durch die Sturmflut bei Hurrikan Sandy im Jahr 2012 wurde die Linie R für Reparaturarbeiten am Montague-Street-Tunnel in den Jahren 2013 und 2014 zeitweise getrennt. Sie fuhr als zwei nicht miteinander verbundene Teillinien in Manhattan und Queens einerseits sowie in Brooklyn andererseits.
Seit Mai 2016 fährt die  Linie R im Nachtverkehr durch den Montague-Street-Tunnel bis Whitehall Street, anstatt auf Brooklyns Fourth Avenue Line beschränkt zu bleiben. Zuvor fuhr sie jahrzehntelang im Nachtverkehr nur bis 36th Street mit Anschluss an die Züge von der BMT West End Line.

Linie R
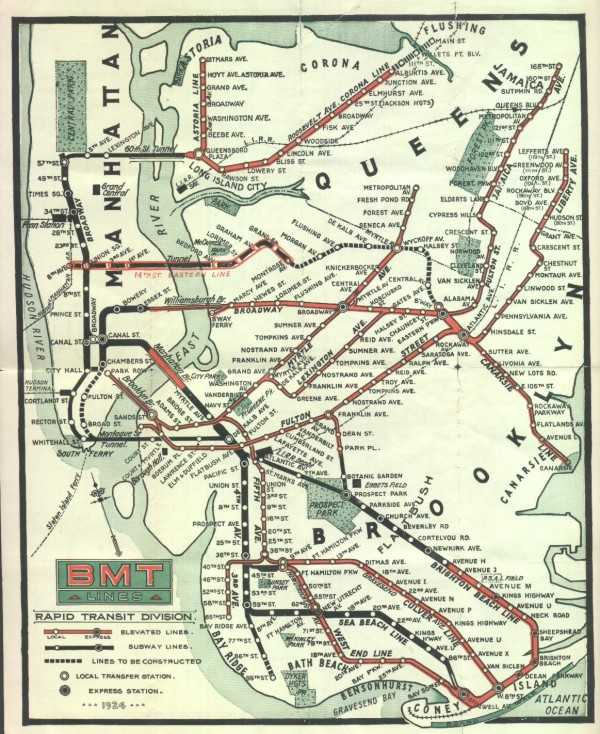
Streckennetz der BMT mit Hoch- und U-Bahnen 1924. Unfertige Abschnitte gestrichelt dargestellt.[m 9]
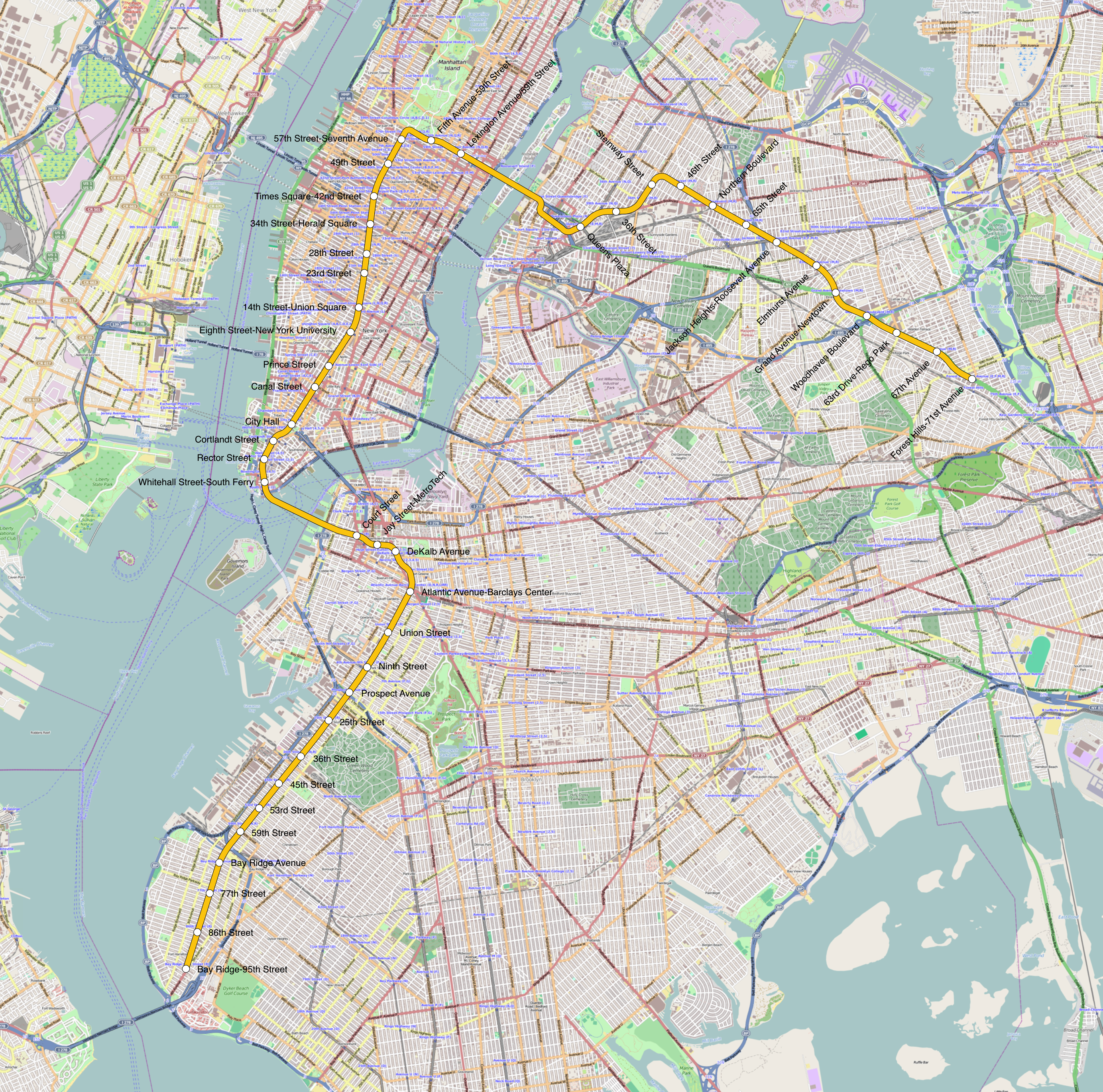
Darstellung des Wegs der Linie R in Queens, Manhattan und Brooklyn
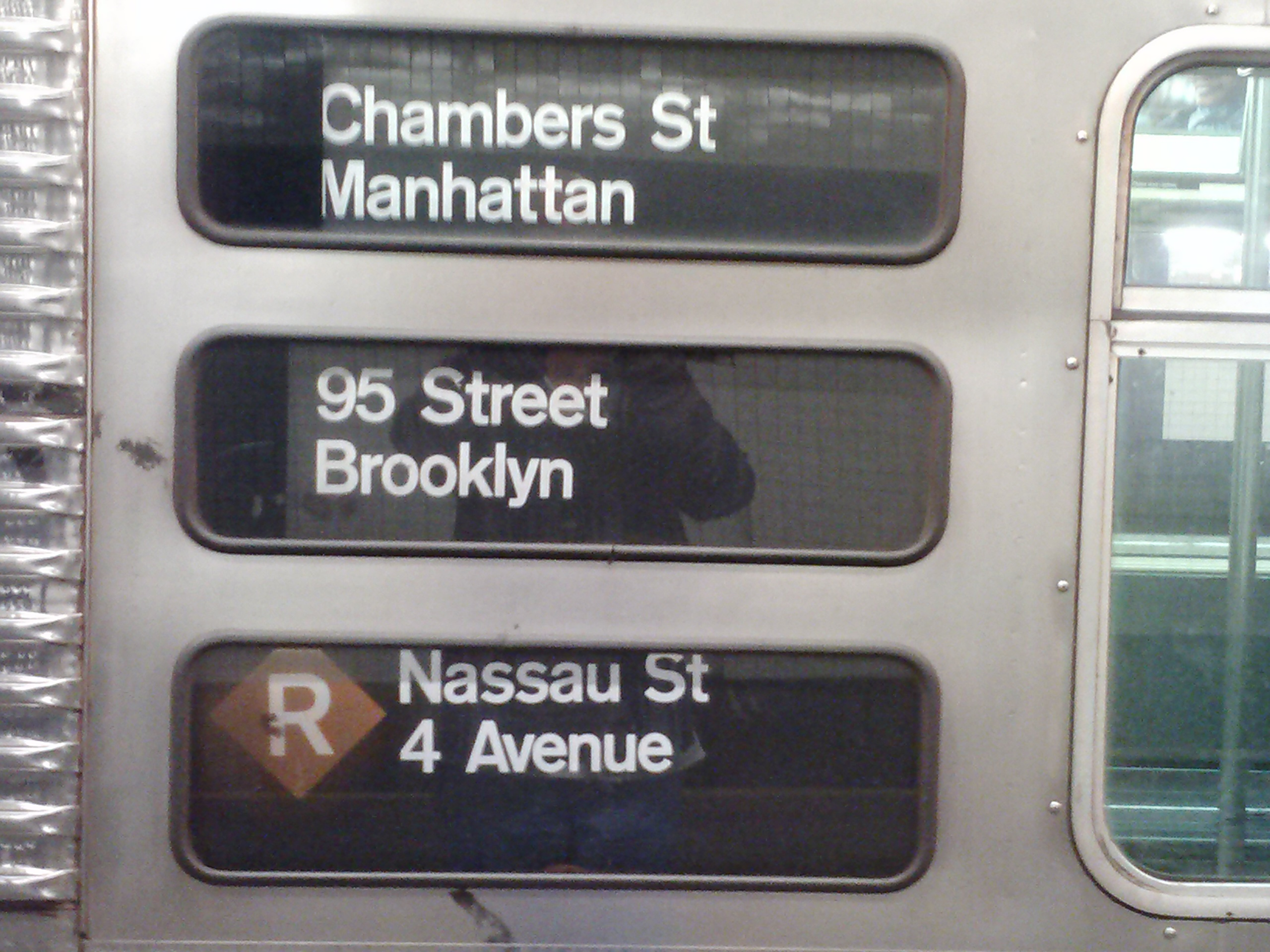
Zuglaufschild im Fahrgastraum mit braunem Rautensignet
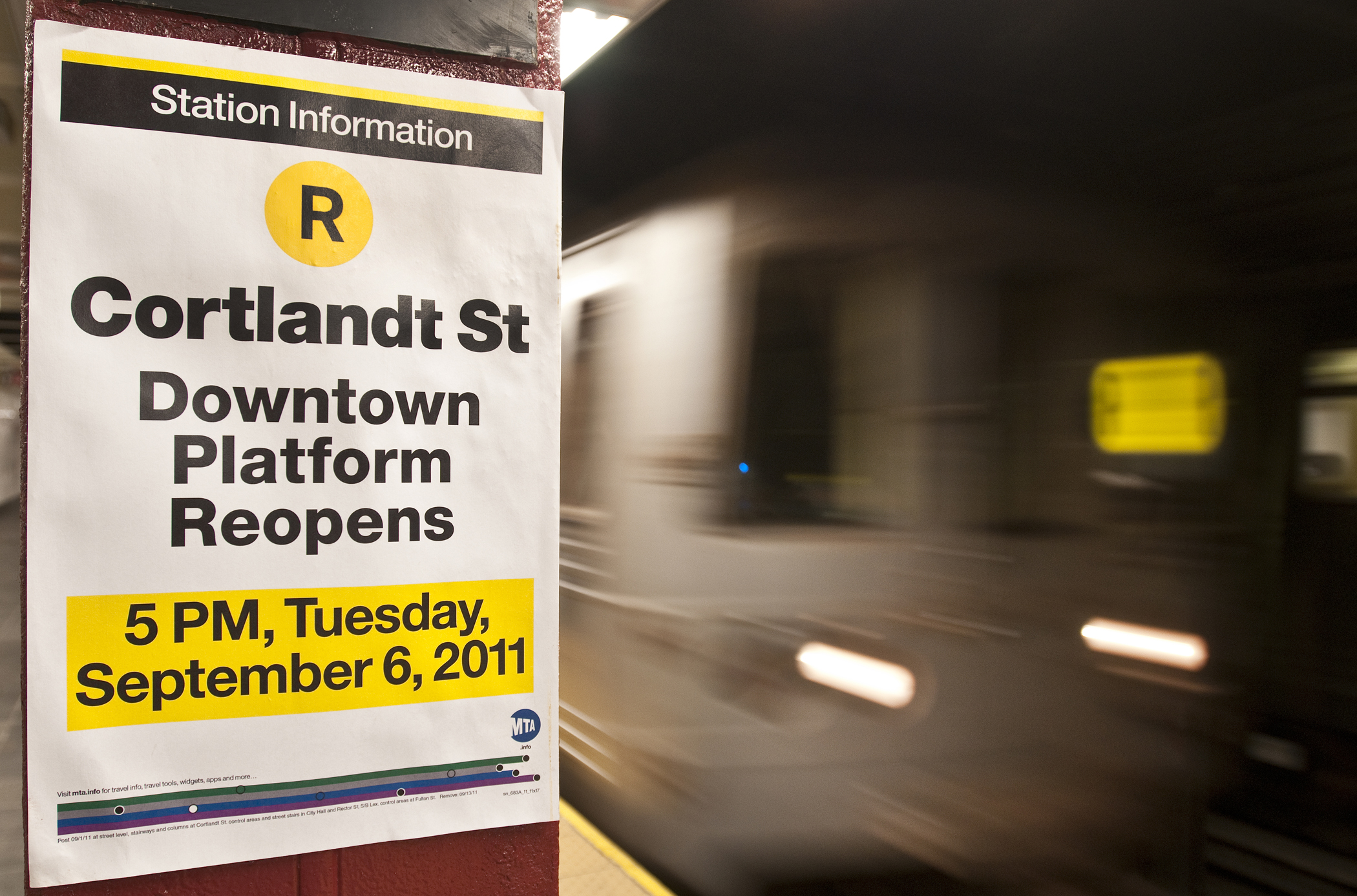
Plakat zur teilweisen Wiedereröffnung am World Trade Center (2011)

## Fahrplan

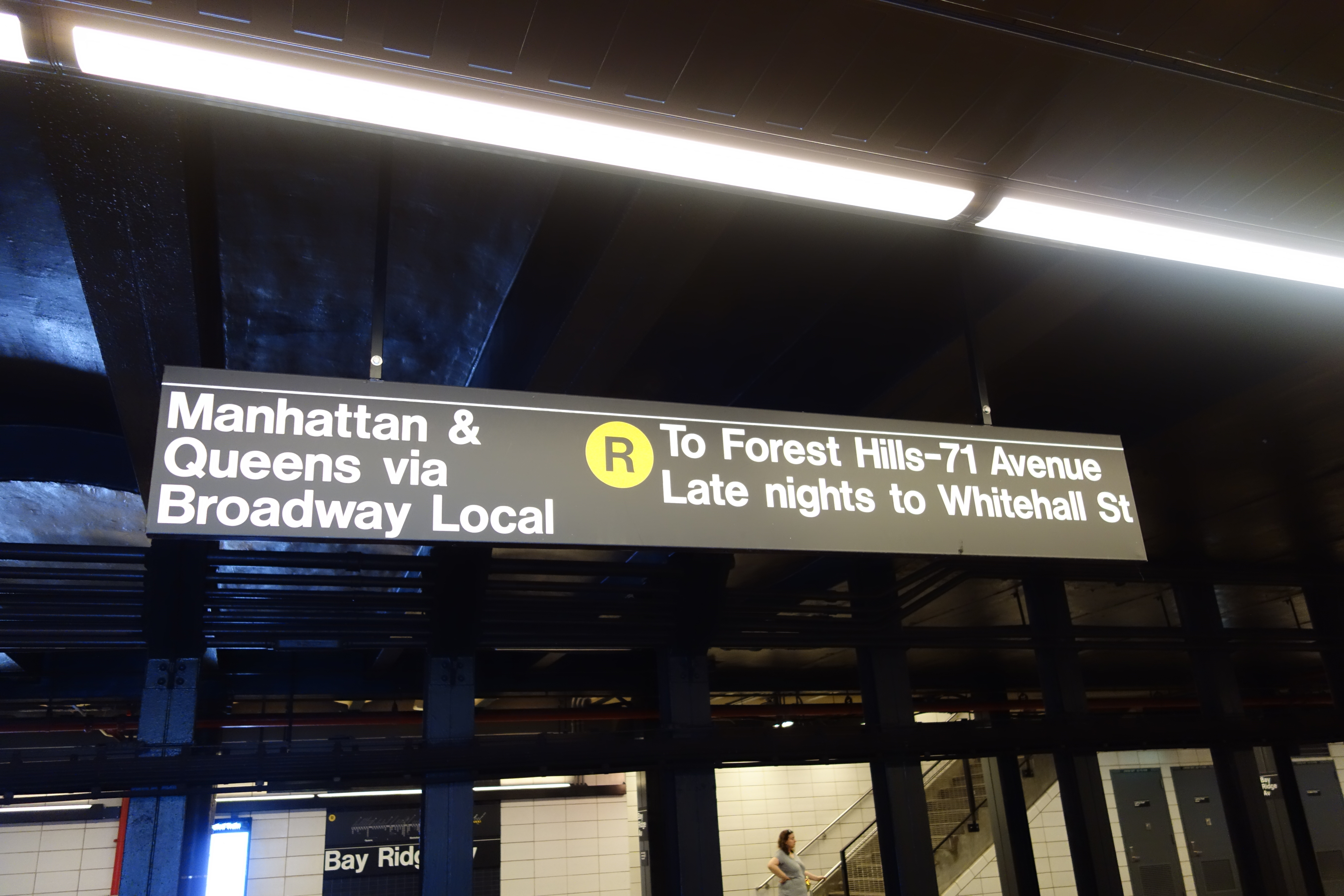
Beschilderung im U-Bahnhof Bay Ridge Avenue in Brooklyn zeigt die Fahrmöglichkeiten 2018

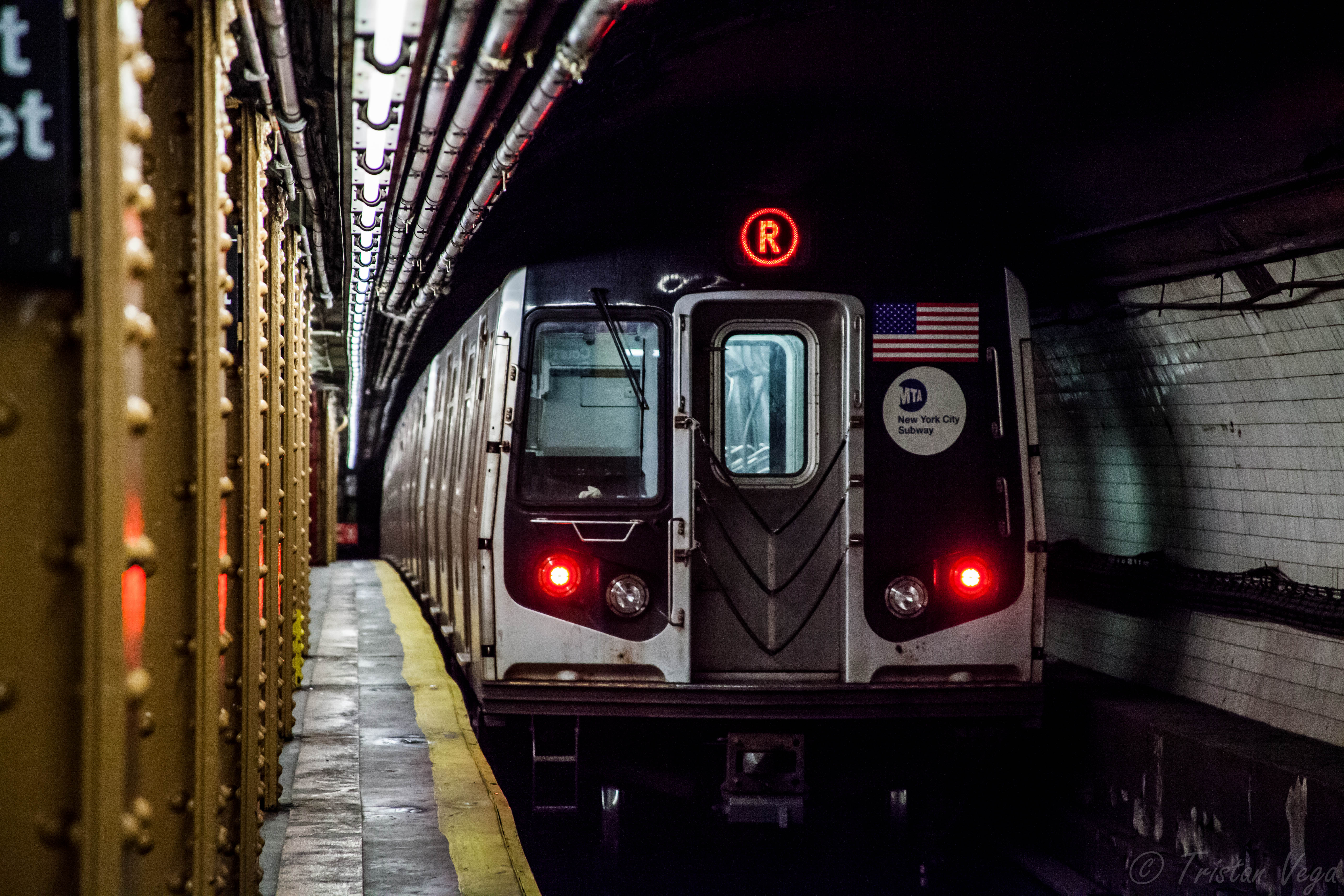
Zug des Typs R160 auf Linie R in Brooklyn

Der Fahrplan des R „Broadway Local“ wies mit Stand 2022 über den Tag gesehen kaum Variationen auf. Es wurde mit sehr wenigen Ausnahmen der volle Linienweg als Local Train bedient, die wesentliche Abweichung war im Nachtverkehr, der auf Brooklyn und die südlichste Station in Manhattan mit Übergang zur Staten Island Ferry beschränkt blieb. Eine kleine Zahl von Fahrten nachts oder in Tagesrandlage setzte in 36th Street oder 59th Street ein bzw. aus. Im Berufsverkehr gab es im Fahrplan 2022 eine einzige Fahrt, die in Manhattan auf die IND Second Avenue Line wechselte, anstatt nach Queens auf die IND Queens Avenue Line zu fahren.
Die Fahrtdauer variierte von 31 Minuten für den verkürzten Linienweg nachts, über 82 bis 88 Minuten für den vollen Linienweg am frühen Morgen, 89 Minuten tagsüber hin zu 91 bis 94 Minuten im Berufsverkehr.
Die letzte durchgängige Fahrt an Werktagen war im Fahrplan 2022 abends um 22.56 Uhr ab Bay Ridge, die erste nach dem Nachtverkehr dann um 5.18 Uhr ab Bay Ridge.
Ab August 2023 sollten die Fahrten tagsüber außerhalb des Berufsverkehrs alle 8 statt wie zuvor alle 10 Minuten stattfinden, ab Dezember 2023 sollte das gleiche im Abendverkehr gelten. Diese Taktverdichtung wurde zunächst nicht im angekündigten Umfang verwirklicht.

## Rollmaterial
Mit Stand 25. Juli 2021 fuhren im Berufsverkehr auf der Linie R Züge aus insgesamt 310 Wagen des Typs R160: 80 R160A, 230 R160B.:20 Die Wagen waren im Jamaica Yard beheimatet.

## Weiterführende Informationen